# Parque Nacional da Samoa Americana
Parque Nacional da Samoa Americana é um parque nacional dos Estados Unidos da América localizado no território da Samoa Americana, que é dividido em três ilhas Tutuila, Ofu e Tau. 
Foi criado pelo Congresso dos Estados Unidos em 1988. A entidade administradora é o Serviço Nacional de Parques. O parque inclui recifes de corais e florestas tropicais. No parque você pode fazer caminhadas e mergulhar. Dos 36,42 quilômetros quadrados que compõem o parque, 10,12 km² são ecossistemas aquáticos. A parte de Tutuila é acessível por meio de carros. Tutuila é a maior ilha da Samoa Americana.